# Ekvidistantní válcová projekce

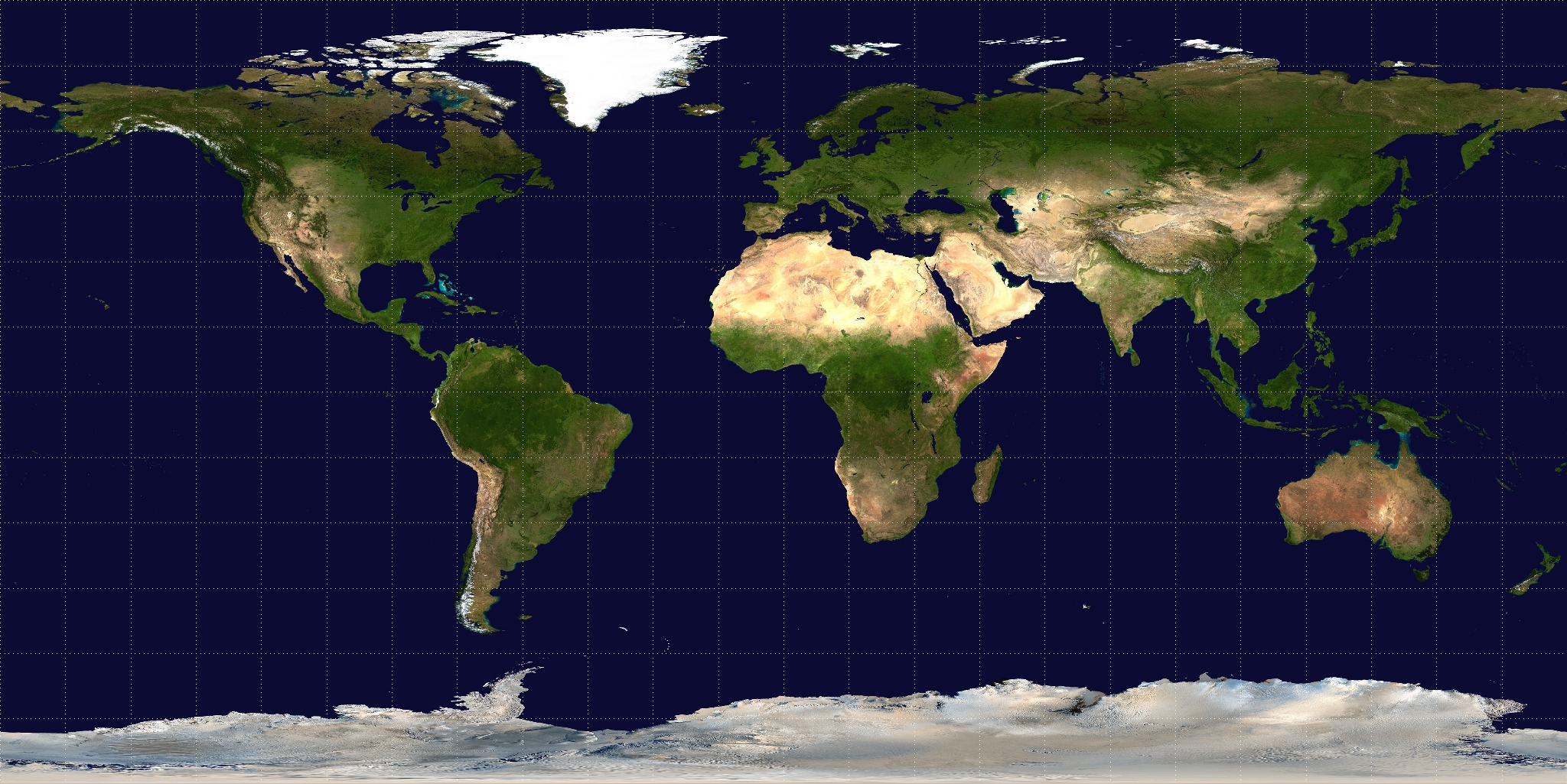
Ekvidistantní válcová projekce

Ekvidistantní válcová projekce s Tissotovými rozptyly zkreslení

Ekvidistantní válcová projekce (také Marinovo zobrazení) je jednoduchá kartografická projekce, jejímž výsledkem je zobrazení Země (mapa), na kterém jsou poledníky od sebe stejně vzdáleny stejně jako rovnoběžky, které jsou rozvinuty do úseček. Původní myšlenka tohoto velmi jednoduchého zobrazení je přisuzována Marinovi z Týra okolo roku 100 n. l.
Zobrazení není ani plochojevná projekce ani konformní zobrazení. Z důvodu zkreslení válcové projekce se zobrazení využívá spíše
v tematických mapách než v navigačních nebo katastrálních. Ekvidistantní válcová projekce našla své uplatnění jako standard pro počítačové zpracování globálních mapových systémů v software jako je Celestia a NASA World Wind, protože lze jednoduše vyjádřit vztah mezi pozicí mapované oblasti Země a obrazovým bodem mapy.

## Definice
{\displaystyle x=\lambda \cos(\phi _{1})\,}
{\displaystyle y=\phi \,}
kde
{\displaystyle \lambda \,} je zeměpisná délka od centrálního poledníku v daném zobrazení,
{\displaystyle \phi \,} je zeměpisná šířka,
{\displaystyle \phi _{1}\,} je parametr rovnoběžek (severních i jižních od rovníku), který určuje skutečný rozsah správné projekce.
Je nutné upozornit, že pravá strana rovnice, tedy souřadnice {\displaystyle \lambda \,} and {\displaystyle \phi \,} jsou lineární, nikoliv úhlové rozměry. Bod (0,0) je ve středu výsledného zobrazení je-li vstupní interval [-π,π].